# 江戸言葉
江戸言葉（えどことば）または江戸弁（えどべん）は、東京都23区中心部（旧江戸）の内、江戸城より東側の町人地であった「下町」発祥の日本語の方言である。江戸なまり、江戸語、下町言葉（したまちことば）と呼ばれることもある。武家地であった山の手発祥の方言である山の手言葉と共に東京方言を構成する。
話芸や文芸でも使用され、時代劇や江戸落語などでよく聴かれるのは江戸っ子の「べらんめえ調（べらんめえ口調）」である。

## 概説
山の手言葉が武家言葉に京言葉などが混ざって形成された言葉であるのに対し、江戸言葉は町人社会で発達した言葉である。江戸時代の江戸町人が使用した言葉の特徴を引き継いでいることから「江戸言葉」と呼ぶ。江戸言葉の内部においても、職種によって細かな言い回しの違いがあり、例えば職人社会では「べらんめえ調」を盛んに用いたのに対し、商売人は「べらんめえ調」は使用されにくい傾向にあった。
この江戸言葉も、学校教育やラジオ・テレビなどの影響で廃れつつある状況は各地の方言と同様であり、現在その特徴をはっきり残すのは、昭和中期までに生まれたごく一部の話者のみである。

## 歴史

### 江戸時代
江戸では参勤交代や他地方からの人口流入が多かったため、江戸言葉の成立には日本各地の方言が影響を与えたとされ、周辺の西関東方言とは異なる発展を遂げた。江戸時代の前期・中期においては江戸町人の話し言葉のまとまった記録や史料は少なく、不明な点が多い。江戸時代後期になると町人の話し言葉を巧みに描写する文芸作品（滑稽本・洒落本など）が盛んに作られるようになり、とりわけ式亭三馬の『浮世風呂』は江戸言葉研究の定番史料となっている。

### 現代
江戸っ子は東京の街や文化に強い誇りと愛着を抱いており、関東大震災や東京大空襲などの災害や戦災に伴って多数の郊外移住者を出しながらも、江戸言葉の特徴は比較的最近までよく保たれていた。ところが、高度経済成長期やバブル期によって若年人口が都心を離れて郊外へ移住すると、高齢化が進み、さらに東京の若者の間では主に首都圏方言が話されるようになり、江戸言葉の後継者は減少している。ただし、現在でも旧江戸地域で生まれ育った人にはその特徴が引き継がれていることもあり、首都圏方言に影響を与えている面もある。

## 特徴

### アクセント
中輪東京式アクセント。山口幸洋は関東西部から中部地方東部にかけての中輪東京式の分布を、徳川武士団の西三河から江戸への移住によるものとしている。

### 音韻

#### 「シ」と「ヒ」
子音の口蓋化に関連して、次の両者が入れ替わる。
1. /i/ または /y/ の直前に立つ /s/、すなわち音節としては、「シ、シャ、シュ、ショ」 /si, sya, syu, syo/
2. /i/ または /y/ の直前に立つ /h/、すなわち音節としては、「ヒ、ヒャ、ヒュ、ヒョ」 /hi, hya, hyu, hyo/

俗に“「白鬚橋」（シラヒゲバシ）を「ヒラシゲバシ」と言う”などと言われ、そのほかにも
- 「東」 : ヒガシ～シガシ
- 「質屋」 : シチヤ～ヒチヤ
- 「潮干狩り」 : シオシガリ～ヒオシガリ～ヒヨシガリ
- 「広島」は「ヒロシマ」と発音できるが、「東広島」になると「ヒガシシロシマ」・「シガシヒロシマ」・「シガシシロシマ」
- 「執事」（シツジ）と「羊」（ヒツジ）が入れ替わる

などの「は行抜け現象」が聞かれる。「ヒラシゲバシ」の例では、本来の [s] が [ç] に発音される現象と、逆に本来の [h] が [ɕ] に発音される現象とが同時に起こっており、これによるなら、音素上の区別はすでになくなっているものの、音声としては未だ不安定であるということになる。実際、少なくとも江戸言葉の話者でない者には、一つの語が話者によって、時によって、異なって聞こえるのがこの現象の特徴でもあり、「白鬚橋」は「シラシゲバシ」のように聞こえることもある。これらの現象は規則的な音韻法則であり、特定の語にのみ起こるものではない。
類似の現象は東関東（茨城弁など）から東北にかけての一部の方言や琉球語などにも見られるが、それらの方言では一般に (1) “「チ」と「キ」との混同”や“「ジ」と「ギ」との混同”が同時に見られ、また (2) その音声は一意的に [ɕ] [ʨ] [ʥ] などの子音に確定されるのに対し、江戸言葉では (1) 「チ」と「キ」や「ジ」と「ギ」を混同することはない点、(2) 上記のとおり音声の揺らぎが見られる点において、違いが顕著である。また「シ→ヒ」は京都や大阪などの近畿方言でも見られる（例: シツコイ→ヒツコイ）が、これは「シ」に限らずサ行全般で起こるハ行音化（例: ソレナラ→ホンナラ→ホナ、サン（敬称）→ハン など）の一環であり、後続する /i, y/ による口蓋化の有無とは関係がなく、また特定の語のみで起こるものであり、江戸言葉の「シ→ヒ」とはカテゴリの異なる事象である。

#### 連母音変化
アイ・アエ・オイがエー、ウイがイーと変化する。これは下町特有の現象ではなく、関東地方で広く見られる音変化で、若年層にも比較的引き継がれている。
- 台所にある買い物袋に大根が入っている→デードコロにあるケーモノぶくろにデーコンがへーってる

#### 音形に特徴のある語彙など
- 「手拭」 : テノゴイ～テンゴイ
- 「お湯屋さん」 : オイヤサン / 「髪結いさん」 : カミイサン
- 「真っすぐ」 : マッツグ
- 「踏み込んで」 : フンゴンデ
- 「遊ぶ」、「遊んで」：アスブ、アスンデ
- 「ぶら下がる」：ブルサガル

#### 接頭語
- 「しっ散らかす」：散らかす
- 「ぶん殴る」：殴る
- 「ぶん回す」：回す
- 「まん真ん中」：真ん中

## 主な話者著名人

### 伝統芸能系
- 古今亭志ん朝（落語家） - 文京区本駒込
- 内海桂子（漫才師） - 台東区浅草
- 立川談志（落語家） - 文京区小石川、大田区鵜の木
- 毒蝮三太夫（タレント） - 台東区竜泉
- 浅香光代（俳優） - 千代田区神田

### それ以外
- 内海桂子（芸人、漫才師、女優）- 台東区浅草
- 永六輔（タレント、随筆家） - 台東区元浅草
- 高田文夫（ラジオパーソナリティ、放送作家、タレント） - 渋谷区富ヶ谷
- 土橋正幸（野球解説者） - 台東区
- いかりや長介（コメディアン、ミュージシャン、俳優、司会者） - 本所区中之郷横川町（現：墨田区東駒形）
- 萩本欽一（コメディアン、テレビ司会者）- 下谷区稲荷町（現：台東区東上野）
- ビートたけし（芸人、タレント、映画監督） - 足立区島根
- 木の実ナナ - 墨田区向島
- 伊集院光（タレント、元落語家） - 荒川区西尾久
- 伊東四朗（コメディアン、俳優） - 台東区台東
- 蜷川虎三（政治家、元京都府知事） - 江東区木場
- 大野晋（言語学者） - 江東区
- 内田祥三（建築家、東京帝国大学総長） - 江東区
- 北斗晶（元女子プロレスラー、タレント） - 都内出身ではないが都内下町に近い埼玉県吉川市[注釈 6]出身で、べらんめえ調である。実家も吉川市内で、実家は代々続く専業農家であり、父親は都内に出向き農作物を出荷している[2]。
- ロイ・ジェームス（俳優、ラジオパーソナリティ） - 下谷区（現：台東区）
- 岸 大将（お笑い芸人、タレント） - 江東区深川
- あんり（お笑い芸人、タレント） - 江戸川区

## 作品
江戸落語等伝統芸能、時代劇を除く
- 男はつらいよ
- こちら葛飾区亀有公園前派出所
- たけしくん、ハイ!